# Eclipse lunar de diciembre de 2009
| Timelapse del eclipse en Belfort, Francia.                                                                             |                                   |
| Previo | Eclipse \| Eclipse total \| Saros |
| Posterior | Eclipse \| Eclipse total \| Saros |
| La Luna pasando a través de la penumbra de izquierda a derecha y rozando el extremo norte de la norte de la umbra.     |                                   |
| N.º de Saros | 115 (57 de 72)                    |
| Duración (h:min:s) |                                   |
| Parcial | 0:59:58                           |
| Penumbra | 4:11:03                           |
| Contactos |                                   |
| P1 | 17:17:08 UTC                      |
| U1 | 18:52:43 UTC                      |
| Mayor | 19:22:39 UTC                      |
| U4 | 19:52:41 UTC                      |
| P4 | 21:28:11 UTC                      |
| Representación del movimiento de la Luna sobre la sombra de la Tierra en la constelación de Géminis, durante 24 horas. |                                   |

El eclipse lunar parcial fue visible durante la Víspera de Año Nuevo, el 31 de diciembre de 2009. Fue el último y el más largo de los cuatro eclipses lunares menores que tuvieron lugar ese año. Éste eclipse se destaca también por ocurrir durante una luna azul (la segunda luna llena de diciembre).
Solo una pequeña porción de la Luna entró en la sombra umbral de la Tierra, pero ocasionó un oscurecimiento completamente visible durante la mayor parcialidad.

## Visualización
El fenómeno fue visible desde toda Asia, África, Europa y Oceanía. En las Filipinas, el eclipse comenzó el primero de enero.

### Mapa
El siguiente mapa muestra las regiones desde las cuales fue visible el eclipse. En gris, las zonas que no presenciaron el eclipse; en blanco, las que si lo hicieron; y en celeste, las regiones que observaron el eclipse durante la salida o puesta de la luna.

### Perspectiva de la Luna
Desde la Luna, el evento astronómico se vio como un eclipse solar.  Ésta simulación nos muestra la vista de la Tierra y el Sol desde la perspectiva del centro de la Luna.

## Relación con otros eclipses lunares
Es realmente inusual que un eclipse ocurra en Nochevieja, como en este caso. El próximo eclipse que caiga en esta misma fecha recién tendrá lugar el 31 de diciembre de 2028. 
Los eclipses lunares siempre suceden en Luna Llena, por lo que cualquier eclipse lunar que ocurra un 31 de diciembre acontecerá  en una luna azul. Esto se debe a que diciembre cuenta con 31 días, mientras que el periodo orbital de la Luna es de aproximadamente 29,5 días.

### Ciclo de Saros
Este eclipse es el quincuagésimo séptimo de los 72 que conforman la serie Saros 115. El anterior eclipse de este período ocurrió el 21 de diciembre de 1991 y el siguiente tendrá lugar el 12 de enero de 2028. El primer eclipse de esta serie aconteció el 21 de abril de 1000 y el último tendrá lugar el 13 de junio de 2280.